# 萊文山

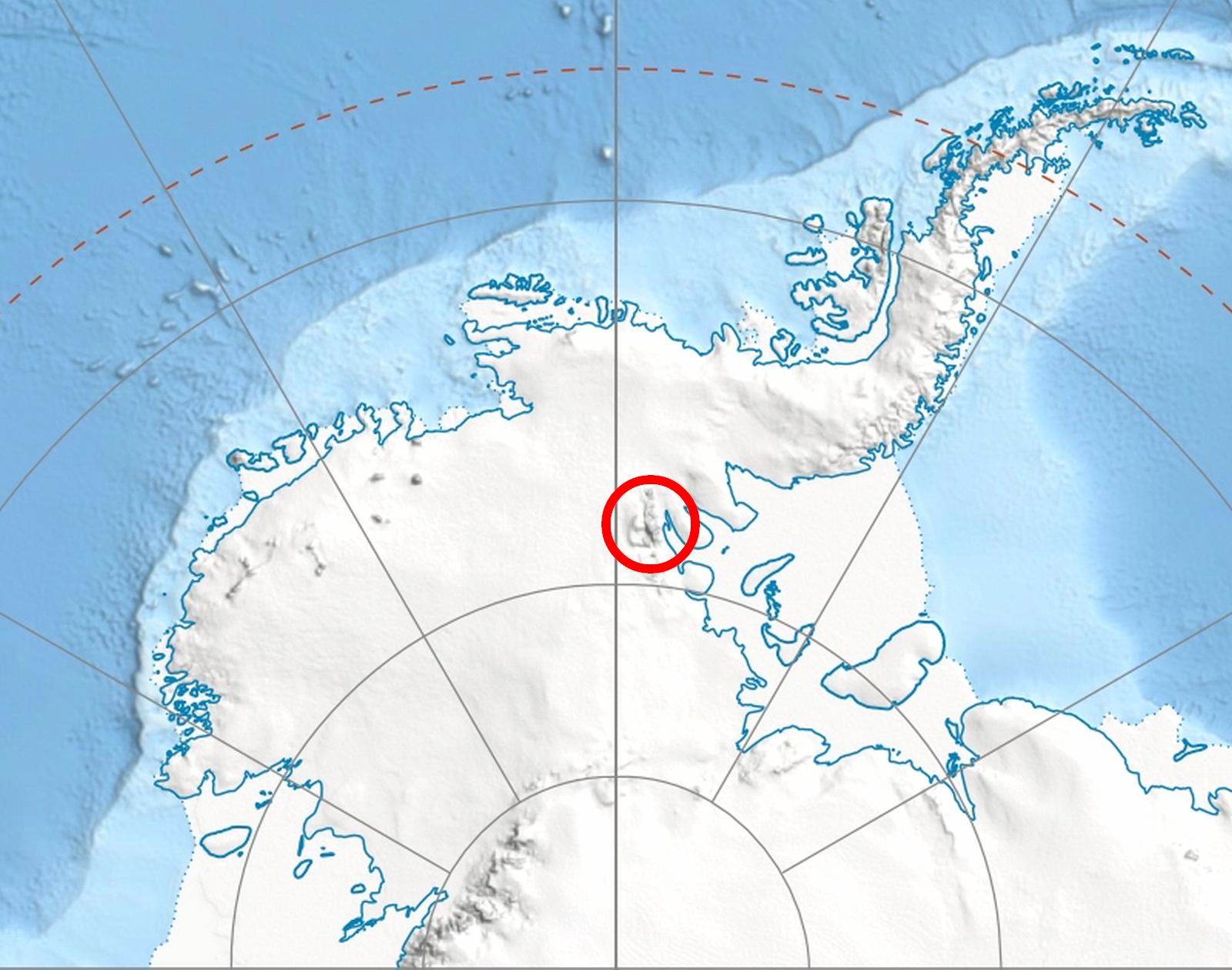

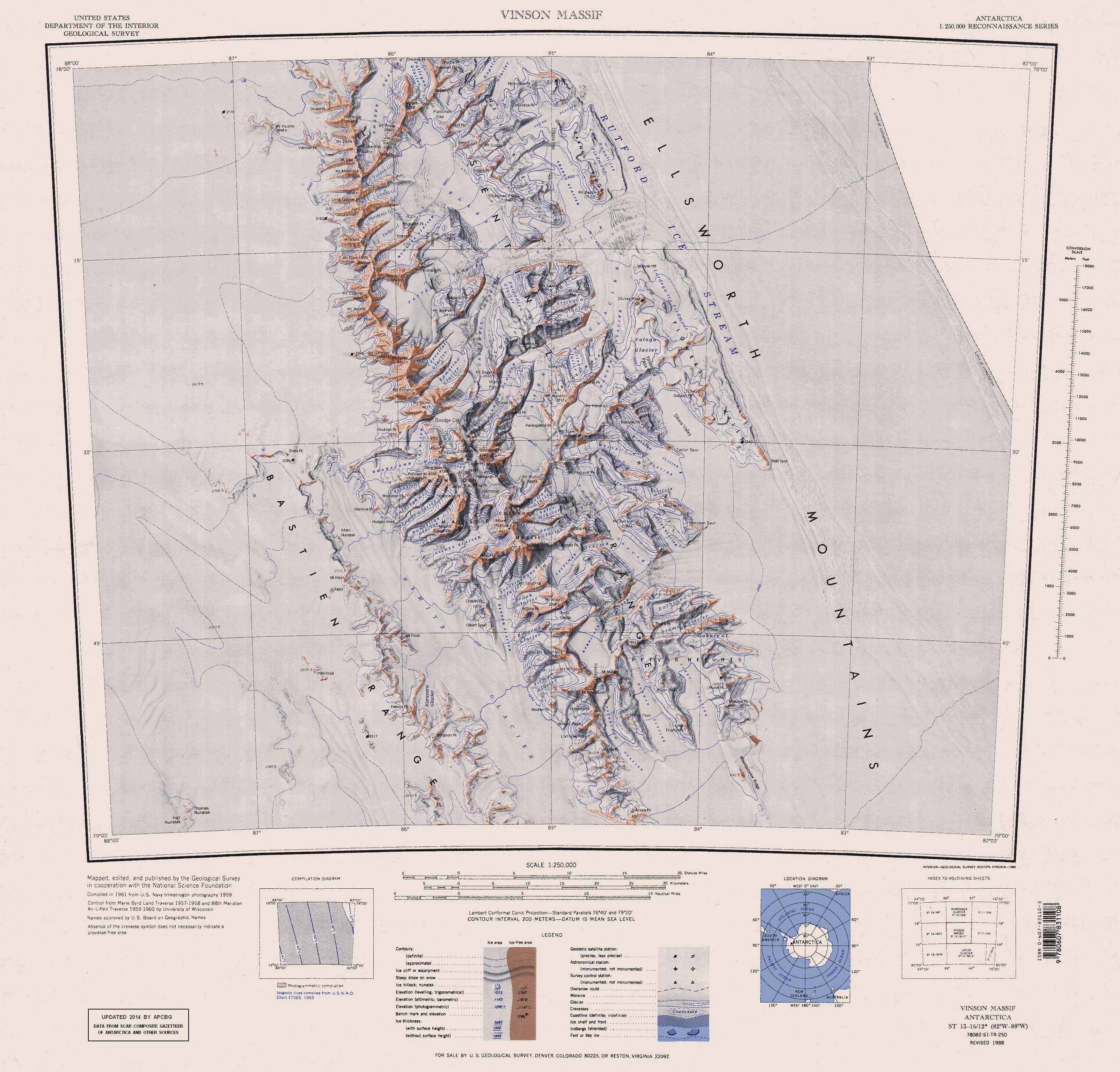

萊文山（英語：Mount Hleven），是南極洲的山峰，位於埃爾斯沃思地，屬於埃爾斯沃思山脈中森蒂納爾嶺的一部分，海拔高度1,700米，現時由南極條約體系管理。